# Maria Timofeeva
Maria Timofeeva (nació el 18 de noviembre de 2003) es una jugadora de tenis rusa.
Su mejor clasificación en la WTA fue la número 100 del mundo, que llegó el 29 de enero de 2024. En dobles alcanzó número 179 del mundo, que llegó el 13 de febrero de 2023. Hasta la fecha, ha ganado un título WTA en individual además de cinco títulos individual y seis en dobles en la ITF tour.

## Títulos WTA (0; 1+0)

### Individual (1)
| Leyenda              |
| -------------------- |
| Grand Slam (0)       |
| Juegos Olímpicos (0) |
| WTA Finals (0)       |
| WTA 1000 (0)         |
| WTA 500 (0)          |
| WTA 250 (1)          |

| N.º | Fecha               | Torneo   | Superficie    | Oponente en la final | Resultado     |
| --- | ------------------- | -------- | ------------- | -------------------- | ------------- |
| 1.  | 23 de julio de 2023 | Budapest | Tierra batida | Kateryna Baindl      | 6-3, 3-6, 6-0 |